# Oscar Fabbiani
Oscar Roberto Fabbiani Venturelli (Buenos Aires, Argentina, 17 de diciembre de 1950) es un exfutbolista argentino nacionalizado chileno. Jugaba de delantero, desarrollando gran parte de su carrera en Chile, país donde fue tres veces goleador del campeonato y llegó a defender a la Selección Chilena. Se le reconoce principalmente por ser un jugador símbolo y uno de los goleadores históricos en el club Palestino, y goleador histórico del club en Copa Libertadores con 12 tantos. Es tío de Cristian Fabbiani, futbolista retirado de nacionalidad argentina.

## Trayectoria
Su trayectoria como futbolista empezó en Justo José de Urquiza, jugando en la posición de 8 con gran llegada al área. Luego pasó a San Martín de Tucumán y después a Estudiantes de Buenos Aires, donde quedó libre. En busca de un futuro, tuvo ofertas de Perú, pero finalmente arribó a Chile en abril de 1974, por gestión de Salvador Biondi, quien fue a buscar un arquero a Argentina, pero al ver las condiciones de Fabbiani, no dudó en traerlo a Chile, donde en poco tiempo consiguió trabajo en Unión San Felipe. El 9 de abril del mismo año tuvo su debut extraoficial por el conjunto sanfelipeño, en un amistoso ante la Selección chilena, que se preparaba con vistas a la Copa Mundial de Fútbol de 1974, marcando dos goles en la derrota 2-3. Su debut oficial  fue el 13 de abril del mismo año, marcandole 4 goles a Unión La Calera en un partido válido por Copa Chile 1974.
Luego fue comprado por Palestino, donde fue tres veces goleador del campeonato, en 1976, 1977 y 1978. Salió campeón en 1978 y subcampeón en 1986, ya en su segunda etapa. Por su destacado nivel, que lo llevó a ser trigoleador del torneo de Primera división chileno, recibió sondeos de diferentes equipos, entre ellos Colo-Colo y Universidad de Chile chilenos, como de River Plate y Boca Juniors de su país natal. Con el equipo millonario, Fabbiani inclusive viajó a Buenos Aires para cerrar las negociaciones y firmar el contrato, pero tras desencuentros con el dirigente Rafael Aragón Cabrera la transferencia no se llevó a cabo.
Finalmente, durante la temporada 1979 durante la participación de Palestino en la Copa Polla Gol y Copa Libertadores de dicha temporada, fue transferido al fútbol estadounidense. En su primer torneo con el Tampa Bay Rowdies, otra vez terminó al tope de la tabla de goleadores. Hasta llegó a jugar en la despedida del alemán Franz Beckenbauer, que actuaba en el New York Cosmos, con Pelé, Johan Cruyff y Gerd Müller. Tras 2 temporadas, fue vendido a Everton, que tras no pagar el coste de la transferencia, fue denunciado por el conjunto estadounidense, lo que acarreó la suspensión de Fabbiani por un año. En 1982, luego del descenso del equipo viñamarino, además sumido en una crisis económica, y tras estar cerca de firmar con la Unión Española y desechar ofertas de Audax Italiano, regresó a Palestino.
Luego, su carrera continuó en el fútbol chileno con un segundo paso por Unión San Felipe, Deportes Iquique, dos regresos a Palestino, Coquimbo Unido y Soinca Bata. Además, jugó en el Cape Town Spurs sudafricano y los Dallas Sidekicks de Estados Unidos.
Entre 1991 y 1992 jugó en la Tercera división, por San Luis de Quillota y por San Antonio Unido, club donde ofició de jugador/entrenador. 
En las Elecciones municipales de Chile de 1992,  fue electo Concejal en la comuna de Recoleta, con cupo del partido Renovación Nacional. En las Elecciones siguientes, no logró ser reelecto.

## Selección nacional
Tras sus destacadas campañas en suelo chileno, se nacionalizó para poder jugar por la Selección de fútbol de Chile, obteniendo su carta de nacionalización el 21 de septiembre de 1979. Defendió la camiseta chilena durante tres partidos en la Copa América 1979, las tres finales ante Paraguay, donde no anotó goles. Tiempo después, señaló que jugó los 3 partidos lesionado.

### Participaciones en Copa América
| Copa              | Sede              | Resultado  | Partidos | Goles |
| ----------------- | ----------------- | ---------- | -------- | ----- |
| Copa América 1979 | Sin sede definida | Subcampeón | 3        | 0     |

### Partidos internacionales
| Partidos internacionales | Partidos internacionales | Partidos internacionales                         | Partidos internacionales | Partidos internacionales | Partidos internacionales | Partidos internacionales | Partidos internacionales | Partidos internacionales | Partidos internacionales |
| N.º                      | Fecha                    | Estadio                                          | Local                    | Resultado                | Visitante                | Goles                    | Asistencias              | DT                       | Competición              |
| ------------------------ | ------------------------ | ------------------------------------------------ | ------------------------ | ------------------------ | ------------------------ | ------------------------ | ------------------------ | ------------------------ | ------------------------ |
| 1                        | 28 de noviembre de 1979  | Estadio Defensores del Chaco, Asunción, Paraguay | Paraguay                 | 3-0                      | Chile                    |                          |                          | Luis Santibáñez          | Copa América 1979        |
| 2                        | 5 de diciembre de 1979   | Estadio Nacional, Santiago, Chile                | Chile                    | 1-0                      | Paraguay                 |                          |                          | Luis Santibáñez          | Copa América 1979        |
| 3                        | 11 de diciembre de 1979  | Estadio José Amalfitani, Buenos Aires, Argentina | Paraguay                 | 0-0                      | Chile                    |                          |                          | Luis Santibáñez          | Copa América 1979        |
| Total                    | Total                    | Total                                            | Presencias               | 3                        | Goles                    | 0                        |                          |                          |                          |

| Selección chilena | Selección chilena | Selección chilena |
| Año               | Partidos          | Goles             |
| ----------------- | ----------------- | ----------------- |
| 1979              | 3                 | 0                 |
| Total             | 3                 | 0                 |

## Clubes
| Club                        | País           | Año       |
| --------------------------- | -------------- | --------- |
| San Martín de Tucumán       | Argentina      | 1972      |
| Estudiantes de Buenos Aires | Argentina      | 1973      |
| Unión San Felipe            | Chile          | 1974      |
| Palestino                   | Chile          | 1974-1978 |
| Tampa Bay Rowdies           | Estados Unidos | 1979-1981 |
| Everton                     | Chile          | 1981      |
| Palestino                   | Chile          | 1982      |
| Unión San Felipe            | Chile          | 1983      |
| Deportes Iquique            | Chile          | 1984      |
| Cape Town Spurs             | Sudáfrica      | 1985      |
| Palestino                   | Chile          | 1985      |
| Dallas Sidekicks            | Estados Unidos | 1986      |
| Palestino                   | Chile          | 1986-1987 |
| Coquimbo Unido              | Chile          | 1988      |
| Soinca Bata                 | Chile          | 1989      |
| San Luis                    | Chile          | 1990-1991 |
| San Antonio Unido           | Chile          | 1991-1992 |

## Palmarés

### Campeonatos nacionales
| Título           | Club      | País  | Año  |
| ---------------- | --------- | ----- | ---- |
| Copa Chile       | Palestino | Chile | 1975 |
| Copa Chile       | Palestino | Chile | 1977 |
| Primera División | Palestino | Chile | 1978 |

### Distinciones individuales
| Distinción                                      | Año  |
| ----------------------------------------------- | ---- |
| Goleador Copa Chile                             | 1974 |
| Goleador Primera División de Chile              | 1976 |
| Goleador Primera División de Chile              | 1977 |
| Goleador Primera División de Chile              | 1978 |
| Goleador North American Soccer League           | 1979 |
| Mejor Deportista del Fútbol Profesional (Chile) | 1986 |

## Curiosidades
Por su apodo Popeye, en el Tampa Bay Rowdies, donde se convirtió en un ídolo, era presentado con la canción de tal personaje.